# Грэбберсы
Грэбберсы (англ. Grabbers) — англо-ирландский комедийный фильм ужасов 2012 года, срежиссированный Джоном Райтом. Среди других ирландских актёров в фильме снимались Ричард Койл и Рассел Тови.

## Сюжет
На тихий ирландский остров нападают кровососущие чудища с щупальцами. Жители острова после нескольких нападений выясняют, что алкоголь отравляет чудищ (которых называют Грэбберсами). Чтобы пережить ночь со штормом, они запираются в пабе и начинают пить, чтобы стать несъедобными и дожить до спасения.

## Съёмки
Съёмки фильма начались 29 ноября 2010 года в Донеголе, Северная Ирландия, и закончились 2 февраля 2011 года. Фильм был выпущен в Ирландии 10 августа 2012 года.

## Отзывы
Премьера состоялась на фестивале Сандэнс. Фильм получил в целом положительные отзывы. Дэмон Вайз из Empire описал его как «романтический, но удивительно страшный фильм о монстрах, по ощущениям вроде фильма Amblin, перемешанного с „Однажды в Ирландии“». Total Film отозвался так: «Слизистое, пропитанное выпивкой монстробезумие в лучшем виде. Забавно, кроваво и с неплохой компьютерной графикой». По словам Dread Central, «Интенсивно, весело […] доставляет. Масштабные и зрелищные спецэффекты. Один из самых приятных фильмов о чудовищах в новейшей истории». Йордан Хоффман с кабельного американского телеканала IFC назвал фильм «восхитительной вознёй», в то время как Upcoming Movies дали ему четыре звезды. Film School Rejects назвал фильм «весьма приятным» «приятным полуночным фильмом о монстрах».
В июне 2012 года фильм получил позитивные отзывы на Эдинбургском кинофестивале. Фильм также участвовал в Фестивале в Карловых Варах, фестивале PiFan, Fantasia Festival, Taormina Film Fest и в European Fantastic Film Festival, где выиграл Приз зрительских симпатий за лучший фильм, а также в NIFFF, где получил две награды — Приз зрительских симпатий за лучший фильм и Titra Film Award. В июле 2012 года фильм открывал 24й Galway Film Fleadh.
В 2013 году фильм номинировался на четыре награды IFTA: Рут Бредли получила Лучшую актрису, Бронах Голлахе (Bronagh Gallagher) была номинирована как Best Supporting Actress, Kevin Lehane как Best Feature Script а продюсеры Девид Коллинз и Мартина Ниланд из Samson Films, а также Forward Films и High Treason Productions претендовали на Лучший фильм.